# Lino Cerna Manrique
Lino Amador Cerna Manrique (Huayán, 19 de agosto de 1956) es un dirigente sindical, empresario y político peruano. Fue consejero del Gobierno Regional de Lima de 2003 a 2006 y diputado por Lima Provincias durante el breve periodo 1990-1992. 

## Biografía
Nació en el distrito de Huayán, ubicado en la provincia de Huarmey de la región Áncash, el 19 de agosto de 1956. Es hijo de Amador Cerna Rodríguez y de Teófila Manrique Cotillo.
Se desempeñó como dirigente sindical, donde ha ejercido como secretario de Defensa del Sindicato de Trabajadores Pesqueros del Puerto de Huacho, secretario de organización de la Federación de Trabajadores Pesqueros del Peru-FETRAPEP, secretario de Cultura en Perú de la Unión Internacional de Trabajadores de la Alimentación y Afines-UITA y secretario general del Sindicato de Trabajadores Administrativos de PETROPERU S.A. Es fundador y secretario general de la Central de Despedidios y Desempleados del Peru-CDP. También es técnico en Administración de Seguros y Contador Público. Actualmente labora en la Unidad Seguros de PETROPERU S.A. del que dirigió en el año 2010.

## Carrera política

### Diputado por Lima Provincias
Lino Cerna incursionó en el ámbito político como militante y miembro del Partido Aprista Peruano. Su primera participación política se dio en las elecciones generales de 1990 en las que postuló como diputado por la lista electoral de Lima Provincias y fue elegido para el breve periodo parlamentario 1990-1995. 
Durante su gestión parlamentaria, impulsó una moción de censura contra el entonces ministro Óscar de la Puente Raygada por su posición en contra de solucionar la Huelga Magisterial Indefinida de 1991. Sin embargo, su moción no tuvo éxito debido al apoyo de la mayoría aprista al gobierno de Alberto Fujimori.
Estuvo ejerciendo el cargo hasta que el 5 de abril de 1992, su cargo fue disuelto debido al cierre del Congreso de la República decretado por Alberto Fujimori. Tras esto, Cerna formó parte de la oposición al nefasto régimen junto a los dirigente apristas perseguidos por la dictadura fujimorista.
Intentó su elección como congresista en las elecciones generales del año 2000, sin embargo, no resultó elegido.

### Consejero Regional de Lima
En las elecciones regionales del 2002, Lino Cerna participó como candidato al Consejo Regional del Gobierno Regional de Lima y logró ser elegido para el periodo 2003-2006.

## Publicaciones
- “Estado empresario: motor del desarrollo nacional”
- “Petróleo: Problema y Posibilidad”